# Dyjice
Dyjice (en allemand :  Groß Deitz) est une commune du district de Jihlava, dans la région de Vysočina, en République tchèque. Sa population s'élevait à 136 habitants en 2024.

## Géographie
Dyjice se trouve à 4 km à l'est-sud-est de Telč, à 26 km au sud-sud-ouest de Jihlava et à 128 km au sud-est de Prague.
La commune est limitée par Mysliboř, Žatec et Ořechov au nord, par Olšany, Vápovice et Nová Říše à l'est, par Vystrčenovice, Zvolenovice et Radkov au sud, et par Telč à l'ouest.

## Histoire
La première mention écrite de la localité date de 1361.

## Administration
La commune comprend quatre sections :
- Dolní Dvorce
- Dyjice
- Dyjička
- Stranná

## Transports
Par la route, Dyjice se trouve à 4 km de Telč, à 32 km de Jihlava et à 166 km de Prague.